# Appendicula rostrata
Appendicula rostrata är en orkidéart som beskrevs av Johannes Jacobus Smith. Appendicula rostrata ingår i släktet Appendicula och familjen orkidéer. Inga underarter finns listade i Catalogue of Life.